# 紐洛夫 (加利福尼亞州)
紐洛夫（英語：Newlove）是位於美國加利福尼亞州康特拉科斯塔縣的一個非建制地區。該地的面積和人口皆未知。

## 地理
紐洛夫的座標為37°59′38″N 121°45′46″W / 37.99389°N 121.76278°W，而該地的平均海拔高度為23米（即75英尺）。